# Ласточка (теплоход)
Ласточка (до 199?) — «Павлик Морозов») — пассажирский скоростной речной теплоход типа «Заря» (проект 946), часто называемый «речным трамваем», «речным автобусом», был построен на Московском судостроительном заводе в СССР в 1975 году. Единственный на весь полуторамиллионный Харьков прогулочный теплоход в новейший период его истории. В 1996—2005 годах совершал прогулочные рейсы по харьковским рекам Лопань и Харьков. Сгорел 1 апреля 2005 года при невыясненных обстоятельствах.

## История теплохода
Теплоход «Ласточка» был построен в 1975 году на Московском судоремонтном заводе, СССР. Предыдущее название судна — «Павлик Морозов» (порт приписки — Днепропетровск). До переезда в Харьков теплоход около двадцати лет ходил по водам Днепра.
В 1996 году усилиями Александра Евгеньевича Сазонова, находившийся в плачевном состоянии «Павлик Морозов», был на 30-метровой специальной платформе перевезён из Днепропетровска в Харьков. Работы по восстановлению и переоборудованию велись на реке Харьков за Чигиринским (Горбатым) мостом.
Спустя месяцы напряжённой работы, отремонтированный и переоборудованный теплоход был проведён под мостами вниз по специально спущенной для этого (через Гончаровскую плотину) реке Харьков (в том числе под подвесным Рыбным мостом) и занял своё место у построенной в 1930-х годах гранитной пристани на Пролетарской площади, которая сейчас называется "пристань «Ласточка».
Вот что говорит сам А. Сазонов о произведенных «переделках»: «У нашего корабля (когда мы всё полностью разобрали) осадка была 17—20 см. Мы выбросили двигатель на 1000 лошадиных сил и поставили на 60 — этого хватало.»
Навигация «Ласточки» традиционно начиналась на праздник Первое мая. От пристани теплоход доходил до Благовещенского собора, разворачивался у Бурсацкого моста и оттуда ,по центру Лопани, двигался к месту слияния (стрелке) рек Лопани и Харькова. Повернув направо, он шёл до Гончаровской плотины, там разворачивался и возвращался.
Длина маршрута туда и назад составляла пять километров. Другие места реки для «Ласточки» были непроходимы. Одной из преград служил старый подвесной Рыбный мост у нового цирка. Вначале планировали его убрать или поднять на 1,5 метра (что было осуществлено в 2010 году — мост заменили новым).
В данном случае теплоход смог бы удлинить свой путь до Харьковского моста. Но преграду «при жизни» теплохода так и не одолели. Тем не менее известна попытка удлинения маршрута до Дворца водных видов спорта (ныне «Акваарена»), что на север за Бурсацким мостом.

## Пожар
1 апреля 2005 года в результате пожара теплоход практически полностью сгорел (высказывались предположения поджога), однако возможность его восстановления всё же сохранялась.
Новый владелец, фирма «Эталон», решила иначе: «Ласточка» была увезена, а вместе с этим и город потерял свой судоходный статус. Некоторое время теплоход ржавел на Сортировку, проданный как металлолом.
В 2008(?) году «Ласточка» была выкуплена директором базы отдыха «Пролесок» НАУ «ХАИ» и перевезена на «большую воду» в Старый Салтов. «Ласточка» была восстановлена и служила как плавучий дом отдыха на Печенежском водохранилище.
После смерти директора б/о «Пролесок» отремонтированный теплоход был перегнан ближе к Салтовской дамбе.
Во время зимних стоянок 2009, 2010, 2011 «Ласточка» стояла в районе б/о Коммунальник, летом 2010 года — в районе городского пляжа посёлка Старый Салтов.

## Значение
С 50-х годов XX века реки Харькова оставались несудоходными. С появлением т/х «Ласточка» впервые в новейшей истории Харьков, хоть и на непродолжительное время, но всё-таки стал судоходным.
Однако более важна практическая значимость «Ласточки». Реки Харькова были значительно очищены за время её курсирования, пришла рыба, появились ондатры и чайки. Исчез смрадный запах на набережных, вызванный застоем воды в реках, а также миновала опасность подтопления близлежащих к реке домов. Русло реки было углублено до трёх метров.
В 2009 году городские власти Харьковский горсовета рассматривали вопрос о пуске по рекам нового речного трамвая, но до настоящего времени он так и не появился.

## Память
В 2011 году к ЕВРО-2012 точно на месте стоянки «Ласточки» у Лопанского моста (река Лопань) была открыта лодочная станция, уже существовавшая в 1930-х годах, под новым названием — лодочная станция «Ласточка».